# Fernando Ugena López
Fernando Ugena López (1902-1941) va ser un polític i militar espanyol.

## Biografia
Va néixer en la localitat manxega de Tomelloso el 7 de gener de 1902. Carter de professió, des de 1931 va ser militant del PSOE. Durant els anys de la Segona República va mantenir una gran activitat política en la seva localitat natal. Després de l'esclat de la Guerra civil es va unir a les milícies populars, integrant-se posteriorment a l'Exèrcit Popular de la República. En el transcurs de la contesa arribaria a manar les brigades mixtes 203a i 137a, i va estar destinat en diversos fronts.
Al final de la guerra va haver-hi exiliar-se a França al costat de d'altres republicans. En l'estiu de 1940 va ser detingut pels alemanys, després que aquests ocupessin França. A l'agost d'aquest any va ser enviat al Camp de concentració de Mauthausen-Gusen, on moriria el 21 de març de 1941.